# Coganodinia cornesi
Coganodinia cornesi är en tvåvingeart som beskrevs av Timothy M. Cogan 1975. Coganodinia cornesi ingår i släktet Coganodinia och familjen tickflugor.
Artens utbredningsområde är Nigeria. Inga underarter finns listade i Catalogue of Life.